# 金信煜
金 信煜（キム・シヌク、キム・シンウクとも、김신욱、1988年4月14日 - ）は、大韓民国・京畿道果川市出身のサッカー選手。韓国代表。ポジションはフォワード。2021年時点でKリーグ歴代3位となる132得点の実績を誇る。
「煜」の字は朝鮮語での発音が同じ「旭」で代用されることがある。

## 経歴

### クラブ

#### 蔚山現代
中央大学校を中退後、2009年、蔚山現代FCに入団した。入団時のポジションはセンターバックだったが、プロ入り以来、主にFWとして出場している。2010年から韓国代表にも招集されるようになり、アジアカップ2011、東アジアカップ2013、2014 FIFAワールドカップにも出場している。2014年9-10月、仁川アジア大会にオーバーエイジで出場し、韓国の優勝により兵役免除の恩恵を受けることになった。

#### 全北現代
2016年より全北現代モータースに移籍。

#### 上海申花
2019年7月8日、中国・スーパーリーグの上海申花足球倶楽部へ完全移籍することを発表した。背番号は「20」番。なお、中国メディアの報道によれば上海申花とは3年契約を結び、年俸50億ウォンを受け取るとされているほか、移籍金は70億ウォンに上ると推定されている。
2021年8月6日、上海申花との契約を解除。

#### ライオン・シティ・セーラーズ
Kリーグの他、日本と中国のクラブも獲得を検討していると報じられたが、2021年11月15日に金度勲が監督を務めるシンガポールプレミアリーグ (SPL) 王者のライオン・シティ・セーラーズFCと契約。ザ・ストレーツ・タイムズによれば、3年契約で年俸はSPL史上最高額となる300万ドルと推定されている。

#### 傑志
2023年2月2日、傑志体育会に加入した。

## 代表歴

### 出場大会
- U-23韓国代表
  - 2014年アジア競技大会
- 韓国代表
  - AFCアジアカップ2011
  - EAFF東アジアカップ2013
  - 2014 FIFAワールドカップ
  - EAFF東アジアカップ2015
  - EAFF E-1サッカー選手権2017
  - 2018 FIFAワールドカップ

### 試合数
- 国際Aマッチ 55試合 16得点（2010年-2021年）[8]

| 韓国代表 | 国際Aマッチ | 国際Aマッチ |
| 年       | 出場        | 得点        |
| -------- | ----------- | ----------- |
| 2010     | 3           | 0           |
| 2011     | 3           | 0           |
| 2012     | 7           | 1           |
| 2013     | 9           | 1           |
| 2014     | 6           | 1           |
| 2015     | 3           | 0           |
| 2016     | 4           | 0           |
| 2017     | 5           | 3           |
| 2018     | 10          | 4           |
| 2019     | 4           | 4           |
| 2020     | 0           | 0           |
| 2021     | 1           | 2           |
| 通算     | 55          | 16          |

## タイトル

### クラブ
蔚山現代
- 韓国リーグカップ：2011
- AFCチャンピオンズリーグ：2012

全北現代モータース
- AFCチャンピオンズリーグ：2016

上海申花足球倶楽部
- 中国FAカップ：2019

傑志
- 香港プレミアリーグ：2022-23
- 香港FAカップ：2022-23

### 代表
U-23韓国代表
- アジア競技大会：2014

韓国代表
- EAFF E-1サッカー選手権：2015, 2017

### 個人
- 韓国リーグカップ 得点王：2011
- Kリーグ1 MVP：2013
- Kリーグ1 ベストイレブン：2013
- Kリーグ1 得点王：2015
- EAFF E-1サッカー選手権 得点王：2017